# Propaquizafop
Propaquizafop ist eine chemische Verbindung aus der Gruppe der Chinoxaline und Quizalofop-Herbizide.

## Geschichte
Propaquizafop gehört zur Wirkstoffgruppe der Aryloxyphenoxypropionate (FOPs) und wurde 1985 von Dr. R. Maag (jetzt Syngenta) als Herbizid eingeführt.

## Gewinnung und Darstellung
Propaquizafop kann durch eine mehrstufige Reaktion ausgehend von Acetonoxim durch Reaktion mit Ethylenoxid, Milchsäure und p-Toluolsulfonsäure, sowie dem Reaktionsprodukt aus 2,6-Dichlorchinoxalin mit Hydrochinon gewonnen werden.

## Eigenschaften
Propaquizafop ist ein weißes Pulver, das unlöslich in Wasser ist.

## Verwendung
Propaquizafop wird als Herbizid zur selektiven Unkrautbekämpfung im Nachauflauf gegen eine breite Palette von ein- und mehrjährigen Gräsern bei Zuckerrüben, Raps, Soja, Sonnenblumen, anderen Feldfrüchten, Gemüse, Obstbäumen, Wein und im Forst genutzt. Die Wirkung beruht auf der Hemmung der Acetyl-CoA-Carboxylase (ACCase).

## Zulassung
Propaquizafop wurde mit Wirkung vom 1. Dezember 2009 in die Liste der in der Europäischen Union zulässigen Pflanzenschutzmittel-Wirkstoffe aufgenommen. In Deutschland, Österreich und der Schweiz sind Pflanzenschutzmittel (z. B. Agil, Shogun) mit diesem Wirkstoff zugelassen.